# Андреа Арсовић
Андреа Арсовић (5. фебруар 1987) је српска репрезентативка у стрељаштву. Такмичи се у три дисциплине: ваздушна пушка 40 метака (AR40), МК пушка 60 метака лежећи став (STR60P) и МК пушка тростав 3 х 20 метака (STR3Х20).
Стрељаштвом се бави од 2000. Чланица је Стрељачког клуба Партизан из Београда. Клупски и репрезентативни тренер јој је Драган Доневић.

## Каријера
Као јуниорка такмичила се за јуниорску репрезентацију Србије и Црне Горе од 2005. године. Те исте године је била првакиња Европе за јуниорке екипно у Београду у дисциплини малог калибра 60 лежећи. Појединачно у истој дисциплини је заузела пето место. Такође је исте године победила на првенству Балкана у Румунији у дисциплини ваздушна пушка. Следеће године на првенству света у Загребу је заузела треће место екипно у дисциплини малог калибра тростав (3x20), а појединачно била 26. Исте године потврђује да је поново најбоља на првенству Балкана.
Наредне, 2007. године, улази у сениорску репрезентацију, иако је по годинама и даље јуниорка. Част јој је указана да стартује од првенства Балкана где екипно заузима прво место у дисциплини ваздушна пушка. 2008. године је на првенству Европе заузела десето место.
Први међународни успех остварила је, победом на Медитеранским играма 2009. у Пескари. Исте године на првенству Европе у Прагу заузима четврто место у појединачној конкуренцији.
Године 2010. постаје појединачно првакиња Европе ваздушном пушком у Норвешкој. На светским првенствима, најбољи пласман имала је на првенству 2010. у Минхену освојивши 4. место. Године 2010. у Fort Benning била је трећа (397+104,4=501,4), а две године касније у Минхену друга (399+104,5=503,5). На такмичењу у Минхену постигла је и свој најбољи резултат у квалификацијама од 399 кругова од могућих 400.
На светском купу у Форт Бенингу 2011. испуњава норму за учешће на Олимпијским играма, a у Београду на првенству Европе осваја четврто место у појединачној конкуренцији малог калибра 3x20.
Највеће успехе постигла је на европским првенствима. У Мерокеру у Норвешкој 2010. постала је европски првак (398+103,4=501,4). Две године касније у Вијермекију (Финска) са истим укупним резултатом (397+104,4=501,4) била је трећа.
Овим последњим резултатом испунила је олимпијску норму и изборила место у српској репрезентацији за Летње олимпијске игре 2012. у Лондону. Учествовала је у две дисциплине и у обе испала у квалификацијама. У дисциплини ваздушна пушка 10 м била је 15. од 56 учесница, а у дисциплини МК пушка тростав 50 м 27. од 46 учесница.
Године 2013. оборила је светски рекорд у дисциплини ваздушна пушка и заузела прво место у малокалибарској дисциплини 3x20, на светском купу у Кореји.
Андреа је била учесница Универзијаде на Тајланду 2007. и 2011. у Кини, два пута учесница престижног такмичења финала светског купа. Поред свих наведених медаља шест пута је била проглашена за најуспешнију спортисткињу спортског друштва Партизан.
Две године за редом 2012. и 2013. била је учесница на међународном такмичењу у Кувајту, где је оба пута доминирала на највишем победничком постољу. Тренутно је трострука првакиња државе, и преко 10 пута појединачно првакиња државе. Има више од 150 медаља што са домаћих или међународних такмичења из Хрватске, Словеније, Чешке, Словачке, Украјине, Бугарске, Румуније... 
У мају 2013. други пут за редом на светском купу осваја златну медаљу у дисциплини малокалибарска пушка 3x20 тростав у Форт Бенгину и обара нови светски рекорд у тој дисциплини. На Медитеранским играма у јуну месецу у Турској у Мерсину освојила је бронзану медаљу у дисциплини малокалибарска пушка 3x20 тростав.
У новембру исте године на финалу светског купа у Минхену учествује први пут у обе дисциплине и ваздушна и малокалибарска пушка, а трећи пут у каријери на финалу светског купа. У конкуренцији ваздушна пушка поставља нови државни рекорд а појединачно осваја седмо место, док је у дисциплини малокалибарска пушка освојила кристални сребрни глобус, први у каријери. Годину је завршила са 13 националних рекорда и два светска, у две дисциплине. На другом месту на светској ранг листи у дисциплини малокалибарска пушка, а у дисциплини ваздушна пушка на четвртом месту. У фебруару на финалу купа државе осваја златну медаљу.
На европском првенству у Москви у марту 2014. осваја појединачно сребрну медаљу, а екипно златну медаљу са европским рекордом. У марту ове године четврти пут за редом је првакиња државе.